# VTB Aréna
A VTB Aréna egy többfunkciós stadion Moszkvában, Oroszországban. Az FK Gyinamo Moszkva labdarúgó- és jégkorongcsapatainak otthona.
Nem összetévesztendő a moszkvai VTB Jégpalotával és a VEB Arénával, melyek a CSZKA Moszkva jégkorong- és labdarúgó-arénái.

### Története
A régi Dinamo Moszkva Stadiont 2008-ban zárták be, hogy a helyén felépítsék az új VTB Arénát. A végső dizájn a MANICA Architecture, tervei alapján készült. Az építkezést 2017-ben tervezték befejezni. A projekt VTB Aréna néven ismert, de a VTB Bank jelenleg (2018) megpróbálja eladni a jogokat. A labdarúgó-stadion befogadóképessége 27 000 fő, ami később 45 000-re bővíthető. A fedett sportcsarnok 12 000 nézőt tud befogadni, ami 15 000-re bővíthető. Az új épület bevásárló- és szórakoztató-központot, irodákat, apartmanokat, egy 5 csillagos szállodát és egy 1600 autó fogadására képes garázst tartalmaz. A teljes beruházás 1,5 milliárd dollárba kerül.

### A 2018-as labdarúgó-világbajnokság
A VTB Aréna új stadionként szerepelt a 2018-as labdarúgó-világbajnokság orosz pályázatában. A pályázat szerint a VTB Arénában rendezték volna a nyitó mérkőzést, mivel a Luzsnyiki Stadionban volt a döntő. 2012-ben azonban a FIFA bejelentette a rendező stadionok listáját, amelyen a VTB Aréna nem szerepelt. A döntés nem volt meglepő, miután kiderült, hogy az Otkrityie Stadion a VTB Arénánál hamarabb, már 2014-ben elkészül.

### A 2019-es EuroLeague Final Four
A VTB Aréna új arénaként jelentkezett a kosárlabda-EuroLeague négyes döntőjének, a Final Four 2019-es döntőjének megrendezésére. A EuroLeague a jelentkezést nem fogadta el.

### Koncertek
2017. december 27-én jelentették be a stadion első hivatalos eseményét, a 2018. augusztus 29-re tervezett Imagine Dragons-koncertet. Az eseményt végül áthelyezték a Luzsnyiki Stadionba, mert az Aréna még nem készült el addigra.